# Out of Reach (2004)
Out of Reach is een Amerikaans/Poolse actie-/dramafilm uit 2004 van regisseur Po-Chih Leong.
De film werd in september in augustus 2004 opgenomen in Warschau.
Acteur Steven Seagal speelt in de film de rol van voormalig geheim agent William Lansing die in Polen op zoek gaat naar zijn verdwenen penvriendin.

## Verhaal
Voormalig CSA-agent William Lansing werkt nu in een natuurreservaat in Noord-Alaska.
Hij wisselt geregeld brieven uit met een Pools weesmeisje, Irena, die hij ook financieel steunt.
Als hij van de directrice van het weeshuis een brief krijgt dat Irena hem niet meer kan schrijven trekt hij op onderzoek.
Ter plaatse blijkt dat het weeshuis deel uitmaakt van een organisatie van mensensmokkel.
Omdat William vragen stelt contacteert de directrice de mensensmokkelaar Faisal, die eerder een aantal meisjes, waaronder Irena, was komen weghalen om ze te verkopen per hoogste bieder.
Faisal vermoord vervolgens de directrice waarop William Kasia ontmoet, die meewerkt aan het onderzoek naar de moord.
Samen met Kasia en met wat hulp van Nikki, een weesjongen die Faisal had gezien, komt William Irena en Faisal op het spoor.
Ten slotte kan hij Faisal verslaan in een zwaardgevecht en adopteert hij Irena en Nikki.

## Rolbezetting
| Acteur                | Personage       | Opmerkingen                                       |
| --------------------- | --------------- | ------------------------------------------------- |
| Steven Seagal         | William Lansing | Protagonist, voormalig CSA-agent                  |
| Ida Nowakowska        | Irena Morawska  | 13-Jarig Pools weesmeisje en Williams penvriendin |
| Agnieszka Wagner      | Kasia Lato      | Pools politierechercheur                          |
| Jan Plazalski         | Nikki           | Weesjongen en vriend van Irena                    |
| Matt Schulze          | Faisal          | Turkse mensenhandelaar die Irena meenam           |
| Krzysztof Pieczynski  | Ibo             |                                                   |
| Robbie Gee            | Lewis Morton    |                                                   |
| Shawn Lawrence        | Agent Shepherd  | CSA-agent die achter William aanzit               |
| Murat Yilmaz          | Azimi           |                                                   |
| Nick Brimble          | Mr. Elgin       |                                                   |
| Hanna Dunowska        | Rosie           |                                                   |
| Jan Janga-Tomaszewski | Oom Pawel       |                                                   |
| Aleksandra Hamkalo    | Katia           |                                                   |
| Claudia Castel        | Petra           | als Klaudia Jakacka                               |
| Anna Wendzikowska     | Soraya          |                                                   |
| Maria Maj             | Mrs. Donata     | Directrice weeshuis                               |
| Witold Wielinski      | Weiss           |                                                   |